# Paul Schrader
Pour les articles homonymes, voir Schrader.
Paul Schrader est un scénariste et réalisateur américain né le 22 juillet 1946 à Grand Rapids (Michigan). Il a collaboré avec les plus grands noms du cinéma aux États-Unis, parmi lesquels Sydney Pollack, Martin Scorsese, Brian De Palma et Steven Spielberg.
Il s'est d'abord fait connaître en écrivant le scénario de Taxi Driver (1976) de Martin Scorsese. Il poursuit sa collaboration avec ce-dernier, en écrivant ou co-écrivant Raging Bull (1980), La Dernière Tentation du Christ (1988), et À tombeau ouvert (1999). Il est plus prolifique en tant que réalisateur avec 23 films dont Blue Collar (1978), Hardcore (1979), American Gigolo (1980), Mishima (1985), Light Sleeper (1992), Affliction (1997), et Sur le chemin de la rédemption (2017), ce-dernier lui valant sa première nomination aux Oscars pour le meilleur scénario original. Le travail de Schrader dépeint fréquemment des histoires mettant en scène des hommes isolés et troublés confrontés à une crise existentielle,.
Élevé dans une famille calviniste stricte, Schrader fréquente le Calvin College avant d'étudier le cinéma à l'université de Californie à Los Angeles sur les encouragements de la critique de cinéma Pauline Kael. Il travaille ensuite comme critique et spécialiste du cinéma, publiant le livre Transcendental Style in Film: Ozu, Bresson, Dreyer (1972) avant de passer à l'écriture de scénarios en 1974. Le succès de Taxi Driver en 1976 attire une plus grande attention sur son travail et Schrader commence réaliser ses propres films, en commençant par Blue Collar (co-écrit avec son frère Leonard Schrader (en)). Il décrit trois de ses films récents comme une trilogie libre : Sur le chemin de la rédemption (2017), The Card Counter (2021), et Master Gardener (2022).

## Biographie

### Enfance
Paul Joseph Schrader est né le 22 juillet 1946 à Grand Rapids, Michigan (États-Unis), fils de Joan (née Fisher) et Charles A. Schrader, famille calviniste membre de l'Église chrétienne réformée en Amérique du Nord. Il est le frère du scénariste et réalisateur Leonard Schrader (en). Ses parents lui interdisent d'aller au cinéma ; ce n'est qu'à l'âge de 18 ans, après être parvenu à se faufiler hors de la maison, qu'il voit son premier film, Monte là-d'ssus. D'après le livre de Peter Biskind, Easy Riders, Raging Bull, il aurait eu une attaque de panique avant la projection.
Il obtient son Bachelor of Arts au Calvin College avec un minor en théologie. Il décroche ensuite un Master of Arts en études cinématographiques de l'UCLA sur la recommandation de son mentor Pauline Kael. Il devient critique de cinéma pour le journal Los Angeles Free Press puis, par la suite, pour le magazine Cinema. Son livre, Transcendental Style in Film: Ozu, Bresson, Dreyer, qui examine les similitudes intellectuelles entre Robert Bresson, Yasujirō Ozu et Carl Theodor Dreyer, est publié en 1972. Le dénouement des films de Paul Schrader American Gigolo et Light Sleeper montre une ressemblance évidente avec le film Pickpocket de Robert Bresson.

### Carrière
Le premier scénario écrit par Paul Schrader est Pipeliner, qui n'est finalement jamais produit mais qu'il utilise comme carte de visite.
Le frère aîné de Paul Schrader, Leonard, pour échapper à la conscription lors de la guerre du Viêt Nam, quitte les États-Unis à l'aide de l'Église qui l'envoie en mission à Kyoto pour enseigner dans une école religieuse. Celui-ci découvre les films de Yakuzas, principalement ceux produits par Toei. Il adresse une longue lettre à son frère Paul à propos des films de Yakuzas, ce qui fascine Paul à son tour et l'inspire pour créer un film sur ce thème. Paul Schrader raconte à ce propos : « Bruce Lee venait de mourir et tout le monde cherchait à renouveler le genre “films d'arts martiaux” ». Il pense alors que les films de Yakuzas sont peut-être le nouveau filon. Dès lors il entreprend, en collaboration avec Leonard et Robert Towne, l'écriture de The Yakuza. En 1975, le scénario terminé, il s'engage dans une guerre d'enchères et parvient à vendre son script 325 000 dollars, prix encore jamais atteint à cette époque. Le film est réalisé par Sydney Pollack avec en vedette Robert Mitchum. Bien que le film soit un échec commercial, il reçoit l'attention de la nouvelle génération de réalisateurs à Hollywood.
En 1976, il signe le scénario de Taxi Driver réalisé par Martin Scorsese, qui aurait été écrit en seulement cinq jours (bien que certaines sources mentionnent dix jours voire un mois). L'histoire est en partie autobiographique : avant l'écriture du scénario, Paul Schrader était dans une situation similaire à celle de Travis Bickle, le héros du film. En effet, après un divorce et une rupture avec sa compagne de l'époque, il a vécu pendant plusieurs semaines dans sa voiture et profité de l'absence de son ex-compagne pour écrire le scénario à son appartement. Il fréquentait les cinémas pornographiques et avait développé une fascination morbide pour les armes à feu. Lors d'une interview pour le magazine 032c, il dit d'ailleurs à ce propos que l'écriture de Taxi Driver fut pour lui une thérapie personnelle. L'histoire s'inspire également du journal intime d'Arthur Bremer, qui, en quête de notoriété, tenta d'assassiner le candidat à la présidentielle de 1972, George Wallace. Schrader cite également les Carnets du sous-sol de Fiodor Dostoïevski comme source d'inspiration. Martin Scorsese dit plus tard que Taxi Driver est le film de Paul Schrader davantage que le sien. Le film est aussi une transposition de L'Expédition (titre original en bengali : অভিযান, Abhijaan) de Satyajit Ray, sorti en 1962.
Il profite de ses succès en tant que scénariste pour réaliser son premier film, Blue Collar, sorti en 1978, dont il est aussi le coscénariste avec Sydney A. Glass et son frère Leonard.
Lors du Festival de Berlin 1987 il est membre du jury de Klaus Maria Brandauer, qui doit remettre notamment l'Ours d'or.
En 2003, Schrader fait les gros-titres des journaux pour avoir été viré du projet Exorcist: Dominion, un préquelle du film L'Exorciste. John Frankenheimer, prévu à l'origine pour la réalisation, est mort en 2002 d'un accident vasculaire cérébral à la suite de complications lors d'une opération de chirurgie rachidienne. Après que le film a été achevé sous la direction de Schrader, la société de production Morgan Creek Productions / Warner Bros, n'aimant pas le résultat, décide la reprise du tournage mais cette fois-ci sous la direction de Renny Harlin. Le film sort en 2004 sous le titre Exorcist: The Begining, en français L'Exorciste : Au commencement. La version de Schrader finit par avoir sa première au festival international du film fantastique de Bruxelles le 18 mars 2005, sous le titre Dominion: Prequel to the Exorcist, dont la sortie limitée en DVD au Royaume-Uni prête à polémique. Mi-2005, le film sort dans un nombre limité de salles aux États-Unis. En outre, après une post-production difficile, Schrader a dû réduire le budget pour finir son film ; il a demandé à Angelo Badalamenti et à Dog Fashion Disco, groupe de metal expérimental local que son fils Sam lui avait présenté, de participer à la bande originale du film. Dominion: Prequel to the Exorcist reçoit néanmoins les éloges de William Peter Blatty, auteur et scénariste du film originel L'Exorciste.
En 2004, le festival International du film Entrevues à Belfort lui consacre une rétrospective.
Le 2 juillet 2009, il est récompensé pour l'ensemble de sa carrière de scénariste en recevant le premier Lifetime Achievement on Screenwriting lors du festival inaugural de ScreenLit à Nottingham, en Angleterre. Plusieurs de ses films ont été projetés dont Mishima: A Life In Four Chapters après la présentation du prix par Shane Meadows, réalisateur de This is England.
En 2013, il est président du jury de la section Horizon lors de la Mostra de Venise 2013. Par la même occasion, son nouveau film The Canyons est présenté hors compétition.
En 2014, il réalise La Sentinelle, produit par Nicolas Winding Refn, avec Nicolas Cage dans le rôle principal, ainsi qu'Irène Jacob et Anton Yelchin. Mais une polémique éclate : le montage a été fait sans la participation de Schrader. À la suite de cette polémique, Paul Schrader, aidé par Nicolas Winding Refn, Nicolas Cage et Anton Yelchin appelle à boycotter le film qui sortira directement en DVD.
En 2016, il réalise un film de gangsters Dog Eat Dog, tiré du roman d'Edward Bunker, où il retrouve Nicolas Cage et son acteur fétiche, Willem Dafoe,. Il joue un petit rôle dans le film. Le film est présenté en clôture à la Quinzaine des réalisateurs au Festival de Cannes 2016.
En 2017, il apparaît dans le film documentaire de Jean-Baptiste Thoret, We Blew It. La même année, après les films de gangsters, il revient à un registre plus dramatique avec Sur le chemin de la rédemption avec Ethan Hawke et Amanda Seyfried. Le film est présenté en compétition pour le Lion d'or à la Mostra de Venise 2017, où il reçoit de bonnes critiques, notamment sur la performance d'Ethan Hawke, et est nommé à l'Oscar du meilleur scénario original en 2019.
Au début de 2019, il annonce qu'il réalisera un western intitulé Nine Men From Now, avec Ethan Hawke et Willem Dafoe. Mais le projet est finalement annulé.
En 2021, il réalise un thriller intitulé The Card Counter, avec Oscar Isaac dans le rôle principal aux côtés de Tye Sheridan, Willem Dafoe et Tiffany Haddish. Le film est produit par Martin Scorsese et est présenté également en compétition pour le Lion d'or à la Mostra de Venise la même année où il reçoit également de bonnes critiques mais repart bredouille.
Peu après la présentation de ce film, il est annoncé qu'il va tourner thriller dramatique intitulé Master Gardener où il dirigera Joel Edgerton et Sigourney Weaver. Le film est présenté à Venise mais hors compétition.
En 2023, il est annoncé que son prochain film sera une nouvelle adaptation d'un roman de Russell Banks intitulé Oh, Canada avec Richard Gere dans le rôle principal. Il retrouve ainsi ce dernier plus de quarante ans après American Gigolo et engage également Jacob Elordi, Uma Thurman et Michael Imperioli au casting. Le film est sélectionné en compétition au Festival de Cannes 2024.
En 2025, il annonce tourner un drame intitulé The Basics of Philosophy avec Jack Huston et Sofia Boutella au casting.

### Vie personnelle
Sauf indication contraire, les informations mentionnées dans cette section peuvent être confirmées par la base de données cinématographiques IMDb,  présente dans la section « Liens externes ».Il a été marié avec la cheffe décoratrice et directrice artistique Jeannine Oppewall de 1969 à 1976. Il s'est ensuite marié avec l'actrice Mary Beth Hurt le 6 août 1983 et ils ont deux enfants ensemble.
Le 5 septembre 2022, invité à la Mostra de Venise, il annonce être atteint d'une maladie qui l'empêcherait de poursuivre sa carrière de cinéaste. Quelques jours plus tard, il est hospitalisé après avoir contracté le Covid-19.

### Accusations de violence sexuelle
En avril 2025, Paul Schrader est accusé par une ancienne assistante âgée de 26 ans, de harcèlement sexuel, et d’agression sexuelle. Les faits auraient eu lieu principalement lors du Festival de Cannes 2024. Dans la plainte déposée devant la Cour suprême de l’État de New York, Jane Doe accuse Paul Schrader de « l’avoir piégée dans sa chambre d’hôtel », avant de lui « attraper les bras » et de « l’embrasser contre son gré ». Deux jours plus tard, la plaignante « retourne dans la chambre de […] Schrader après avoir reçu des SMS colériques, dans lesquels [il] affirmait qu’il était en train de mourir et ne pouvait pas faire ses propres bagages ». À son arrivée, « Schrader a ouvert la porte de sa chambre d’hôtel en ne portant rien d’autre qu’une robe de chambre grande ouverte, avec son pénis complètement exposé ». Par la suite, Jane Doe a été licenciée en septembre, quelques mois après les événements rapportés.

## Filmographie

### Scénariste
- 1975 : Yakuza de Sydney Pollack
- 1976 : Taxi Driver de Martin Scorsese
- 1976 : Obsession de Brian De Palma
- 1977 : Légitime Violence (Rolling Thunder) de John Flynn
- 1977 : Rencontres du troisième type (Close Encounters of the Third Kind) de Steven Spielberg (non crédité)
- 1979 : Old Boyfriends (en) de Joan Tewkesbury
- 1980 : Raging Bull de Martin Scorsese
- 1986 : Mosquito Coast de Peter Weir
- 1988 : La Dernière Tentation du Christ (The Last Temptation of Christ) de Martin Scorsese
- 1996 : City Hall de Harold Becker
- 1999 : À tombeau ouvert (Bringing Out the Dead) de Martin Scorsese
- 2022 : There Are No Saints de Alfonso Pineda Ulloa

### Réalisateur
- 1978 : Blue Collar (également scénariste)
- 1979 : Hardcore (également scénariste)
- 1980 : American Gigolo (également scénariste)
- 1982 : La Féline (Cat People)
- 1985 : Mishima (Mishima: A Life in Four Chapters) (également scénariste)
- 1987 : Light of Day (également scénariste)
- 1988 : Patty Hearst
- 1990 : Étrange Séduction (The Comfort of Strangers)
- 1992 : Light Sleeper (également scénariste)
- 1995 : Chasseur de sorcières (Witch Hunt) (téléfilm)
- 1997 : Touch (également scénariste)
- 1997 : Affliction (également scénariste)
- 1999 : Les Amants éternels (Vengeance intime: autre titre en dvd)  (Forever Mine) (également scénariste)
- 2002 : Auto Focus
- 2005 : Dominion: Prequel to the Exorcist
- 2007 : The Walker (également scénariste)
- 2008 : Adam Resurrected
- 2013 : The Canyons
- 2014 : La Sentinelle (Dying of the Light) (également scénariste)
- 2016 : Dog Eat Dog (également scénariste)
- 2017 : Sur le chemin de la rédemption (First Reformed) (également scénariste)
- 2021 : The Card Counter (également scénariste)
- 2022 : Master Gardener (également scénariste)
- 2024 : Oh, Canada (également scénariste)
- 2026 : The Basics of Philosophy (également scénariste)

## Accueil de ses films

### Accueil critique
| Film                              | Rotten Tomatoes | Metacritic |
| --------------------------------- | --------------- | ---------- |
| Blue Collar                       | 100 %           | 77⁄100     |
| Hardcore                          | 76 %            | 63⁄100     |
| American Gigolo                   | 68 %            | 57⁄100     |
| La Féline                         | 60 %            | 62⁄100     |
| Mishima                           | 89 %            | 81⁄100     |
| Light of Day                      | 53 %            | 55⁄100     |
| Patty Hearst                      | 50 %            | 62⁄100     |
| Étrange Séduction                 | 47 %            | 61⁄100     |
| Light Sleeper                     | 87 %            | 70⁄100     |
| Chasseur de sorcières             | -               | -          |
| Touch                             | 33 %            | 56⁄100     |
| Affliction                        | 88 %            | 79⁄100     |
| Les Amants éternels               | 29 %            | 44⁄100     |
| Auto Focus                        | 71 %            | 66⁄100     |
| Dominion: Prequel to the Exorcist | 30 %            | 55⁄100     |
| The Walker                        | 52 %            | 51⁄100     |
| Adam Resurrected                  | 35 %            | 58⁄100     |
| The Canyons                       | 21 %            | 36⁄100     |
| La Sentinelle                     | 08 %            | 31⁄100     |
| Dog Eat Dog                       | 50 %            | 53⁄100     |
| Sur le chemin de la rédemption    | 93 %            | 85⁄100     |

### Box-office
Voici les résultats au box-office de quelques films écrits et/ou réalisés par Paul Schrader depuis 1975.
| Films                             | Budget       | Box-office   | Box-office        | Box-office  |
| Films                             | Budget       | États-Unis   | France            | Mondial     |
| --------------------------------- | ------------ | ------------ | ----------------- | ----------- |
| Taxi Driver                       | 1 300 000 $  | 28 262 574 $ | 2 701 755 entrées | -           |
| American Gigolo                   | 4 800 000 $  | 22 743 674 $ | 691 163 entrées   | -           |
| Raging Bull                       | 18 000 000 $ | 23 334 953 $ | 444 000 entrées   | -           |
| Mosquito Coast                    | 25 000 000 $ | 14 302 779 $ | 457 071 entrées   | -           |
| La Dernière Tentation du Christ   | 7 000 000 $  | 8 373 585 $  | 347 978 entrées   | -           |
| Light Sleeper                     | 5 000 000 $  | 1 050 861 $  | 30 326 entrées    | -           |
| Affliction                        | 6 000 000 $  | 6 330 054 $  | 35 683 entrées    | -           |
| À tombeau ouvert                  | 32 000 000 $ | 16 797 191 $ | 638 483 entrées   | -           |
| Auto Focus                        | 7 000 000 $  | 2 063 196 $  | 15 284 entrées    | 2 704 951 $ |
| Dominion: Prequel to the Exorcist | 30 000 000 $ | 251 495 $    | -                 | -           |
| The Walker                        | 6 000 000 $  | 79 698 $     | -                 | 590 416 $   |
| Adam Resurrected                  | 10 000 000 $ | -            | -                 | -           |
| Sur le chemin de la rédemption    | -            | 3 448 256 $  | -                 | 3 862 498 $ |

## Distinctions
Si Paul Schrader n'a reçu de prix qu'en de rares occasions pour ses films individuels, il a été récompensé à plusieurs reprises pour l'ensemble de sa carrière à partir de la fin des années 1990. Voici la liste de ses récompenses et nominations, :

### Récompenses
- Festival de Cannes 1985 : Prix de la meilleure contribution artistique pour Mishima: A Life in Four Chapters[51]
- Festival international du film de Valladolid 1997 : Mention spéciale du Prix de la jeunesse au pour Affliction[52]
- Taos Talking Pictures Film Festival 1998 : Storyteller Award
- 1999 : Laurel Award du Screen Writing Achievement
- American Film Institute 2005 : Franklin J. Schaffner Award[53]
- Festival du film de Stockholm 2007 : Lifetime Achievement Award
- Festival international du film de St. Louis 2008 : Lifetime Achievement Award
- Festival internation du film de Cinemanila 2009 : Lifetime Achievement Award
- Festival ScreenLit (Nottingham, Angleterre) 2009 : Lifetime Achievement on Screenwriting
- Melbourne Underground Film Festival 2013 : Meilleur film étranger pour The Canyons
- Festival international du film de Valladolid 2013 : Honorary Spike pour The Canyons
- Festival du film de Gand 2013 : Joseph Plateau Honorary Award

### Nominations
- WGA Award 1977 : Meilleur drame original pour Taxi Driver
- Golden Globes 1977 : Meilleur scénario pour Taxi Driver[54]
- Golden Globes 1981 : Meilleur scénario pour Raging Bull (partagé avec Mardik Martin)
- Festival du cinéma américain de Deauville 1992 : Critics Award pour Light Sleeper
- MystFest 1993 : Meilleur film pour Light Sleeper
- Spirits Awards 1993 : Meilleur scénario pour Light Sleeper
- Festival international du film de Catalogne 1997 : Meilleur film pour Touch
- Festival international du film de Valladolid 1997 : Golden Spike pour Affliction
- Spirits Awards 1998 : Meilleur réalisateur et meilleur scénario pour Touch[55]
- Spirits Awards 1999 : Meilleur réalisateur et meilleur scénario pour Affliction[56]
- Razzie Awards 2005 : Pire réalisateur pour Dominion: Prequel to the Exorcist (partagé avec Renny Harlin)[57],[58]
- Oscars 2019 : Meilleur scénario original pour Sur le chemin de la rédemption

### Sélections
- Berlinale 1979 : Sélection officielle, en compétition avec Hardcore
- Festival de Cannes 1985 : Sélection officielle, en compétition avec Mishima: A Life in Four Chapters
- Festival de Cannes 1988 : Sélection officielle, en compétition avec Patty Hearst
- Berlinale 1992 : Sélection officielle, en compétition avec Light Sleeper
- Festival de Saint-Sébastien 2002 : Sélection officielle, en compétition avec Auto Focus
- Mostra de Venise 2017 : Sélection officielle, en compétition avec Sur le chemin de la rédemption
- Mostra de Venise 2021 : Sélection officielle, en compétition avec The Card Counter
- Festival de Cannes 2024 : Sélection officielle, en compétition avec Oh, Canada

## Publications
- Taxi Driver (trad. de l'anglais, préf. Martin Scorsese, photogr. Steve Schapiro), Köln/Paris, Taschen, coll. « Jumbo », 2013, 400 p. (ISBN 978-3-8365-4198-5)
- Le style transcendantal au cinéma : Ozu, Bresson, Dreyer (trad. de l'anglais par Pierre Rodrigo), Belval, Circé, 2022, 328 p. (ISBN 978-2842424695)